# Samsung Galaxy J5
Samsung Galaxy J5 é um Android smartphone produzido pela Samsung Electronics. Ele foi apresentado e lançado em junho de 2015. Ele tem um avançado de 64 bits da classe system on a chip (SoC), apoiado por 1.5 GB de RAM.
O Galaxy J5 tem 13 megapixels, câmera traseira com flash LED, f/1.9 abertura, auto-foco e uma de 5 megapixels grande angular frente da câmera que pode se estender até 120°, também equipado com LED flash.

## Especificações

### Hardware
O telefone é alimentado por Qualcomm's Snapdragon 410 chipset, 1.2 GHz de processador, Adreno 306 GPU e 1,5 GB de RAM e 16 GB de armazenamento interno e uma 2600 mAh bateria. O Samsung Galaxy J5 é equipado com um de 5 polegadas HD Super AMOLED mostrar. O Sul-coreano variante adiciona suporte para T-DMB & Smart DMB. O telefone tem um chassi metálico e plástico e tampa traseira.

### Software
Este telefone vem com o Android 5.1.1, que é atualizável para o Android 6.0.1. Ele suporta 4G LTE com dual SIM habilitado 4G. Ele também suporta Samsung Knox.
- J500F -> 13 de junho de 2016 para a Índia, Emirados Árabes Unidos e Turquia
- J500M -> 26 de junho de 2016 para o Panamá, Colômbia, Argentina, Brasil e Bolívia
- J500H -> 12 de julho de 2016 para a Rússia, a Venezuela e a Ucrânia
- J500Y -> 21 de setembro de 2016 para a Nova Zelândia
- J500FN -> 26 de setembro de 2016 para o Reino Unido, Espanha, Itália, Chipre, Alemanha, Portugal, França, República Tcheca e Áustria